# جی‌دی ادواردز

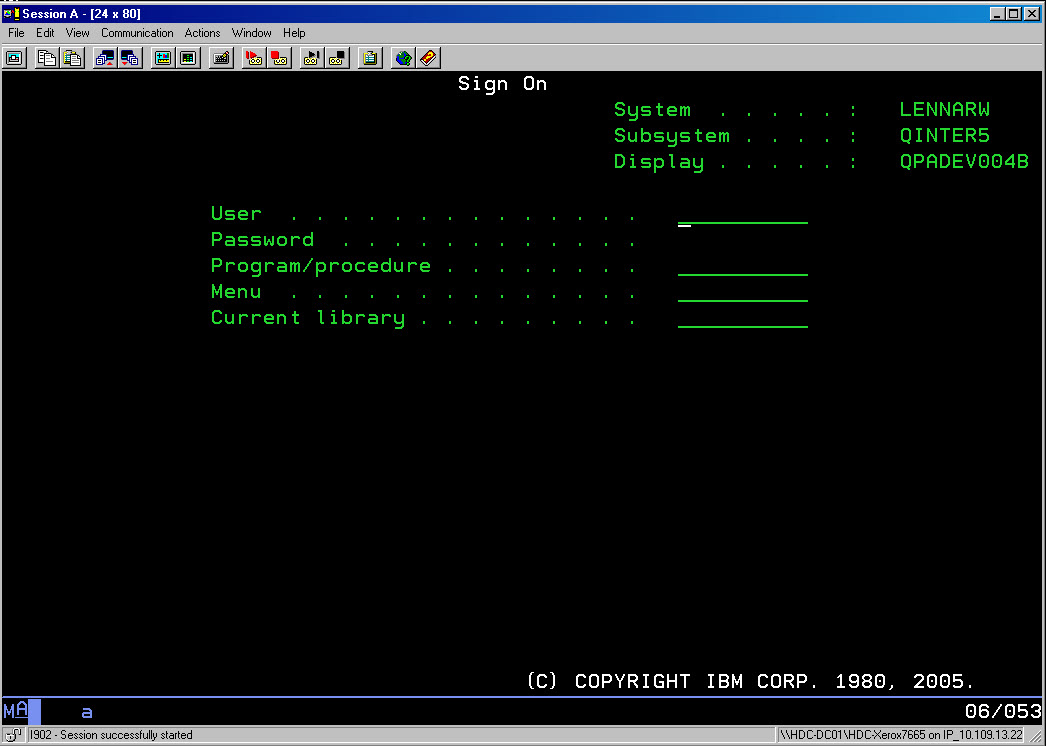
صفحه ورود JD Edwards

جی‌دی ادواردز (انگلیسی: JD Edwards) شرکت نرم‌افزار آمریکایی است، که در سال ۱۹۷۷ توسط اد مک‌ونی تأسیس شد و در سال ۲۰۰۳ توسط اورکل کورپوریشن خریداری شد.